# Habenaria schnittmeyeri
Habenaria schnittmeyeri är en orkidéart som beskrevs av Rudolf Schlechter. Habenaria schnittmeyeri ingår i släktet Habenaria och familjen orkidéer. Inga underarter finns listade i Catalogue of Life.